# جزیره هندرابی
جزیره هِندُرابی (هندورابی) یکی از جزایر ایرانی خلیج‌فارس است. این جزیره از توابع بخش کیش شهرستان بندر لنگه در استان هرمزگان واقع در جنوب ایران است. این جزیره سرزمینی هموار و تقریباً بدون عوارض طبیعی است.
هندورابی در حد فاصل بین جزیره کیش و جزیره لاوان قرار گرفته و طول آن ۷ مایل و پهنایش ۴ مایل است و ۲۲٫۸ کیلومترمربع مساحت دارد. فاصله هندرابی تا بندر چیرویه ۹ کیلومتر، تا جزیره کیش ۲۸ کیلومتر، تا بندر لنگه ۱۳۳ کیلومتر و تا بندرعباس ۳۲۵ کیلومتر است.
در بهمن‌ماه ۱۳۸۹ قانون الحاق جزایر هندورابی و فارور کوچک و بزرگ به محدوده منطقه آزاد کیش از سوی رئیس‌جمهور ابلاغ شد.

## جمعیت

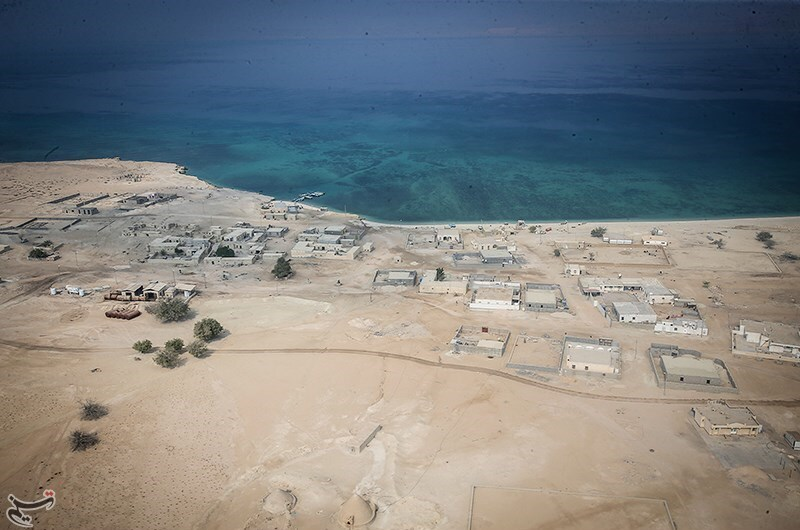
روستای هندورابی

جمعیت جزیره هندورابی حدود ۹۷ نفر می‌باشد. عمده جمعیت این جزیره عربتبار بوده و به عربی و فارسی گفتگو می‌کنند. از سال ۱۳۹۷ یک زوج از شهر اصفهان در این جزیره ساکن شده‌اند که با توجه به روند کاهشی بلندمدت جمعیت این جزیره به عنوان اولین مهاجرت معکوس در تاریخ معاصر این جزیره شناخته شده می‌باشند. فعالیت اقتصادی اکثر اهالی در جزیره هندورابی، صید و غواصی است.

## آثار تاریخی
در جزیره هندرابی روستایی است به نام روستای «هندرابی» هست که در نزدیکی این روستا آثار خرابه‌های قریه‌ای به نام «الدورات» دیده می‌شود.
همچنین در یک کیلومتری جنوب‌غربی این روستا آثار قریه دیگری نیز وجود دارد که به‌نام «الصراة» معروف است، در این خرابه‌ها آثار گوناگونی از دوران بسیار دور یافت شده است.